# HD 148488
HD 148488，又名CP-70 2256，SAO 257409、HR 6135，是一颗恒星，视星等为5.5，位于銀經319.16，銀緯-15.53，其B1900.0坐标为赤經16h 23m 16.8s，赤緯-70° -15.53′ 19″。